# Universität Hohenheim

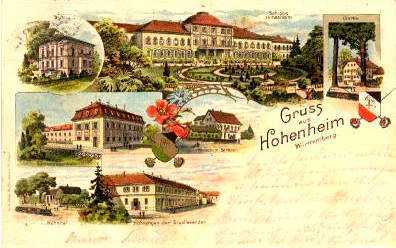
Schloss Hohenheim um 1899

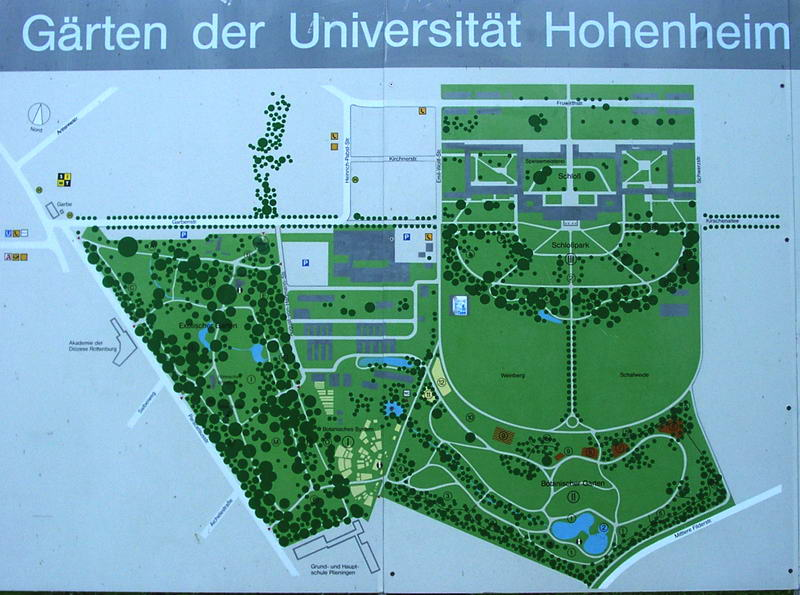
Lageplan der Gärten

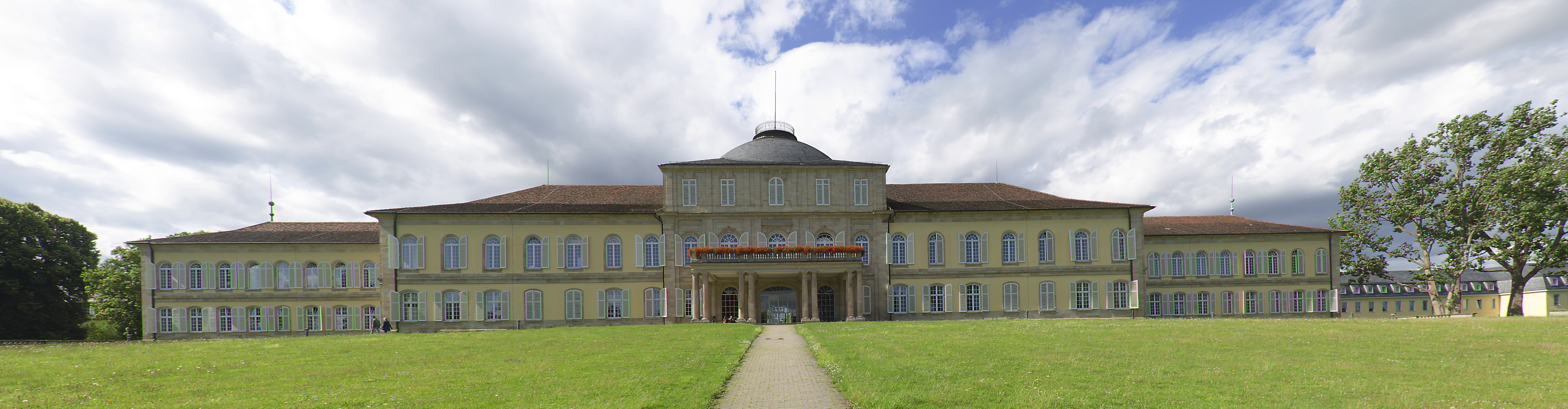
Schloss Hohenheim

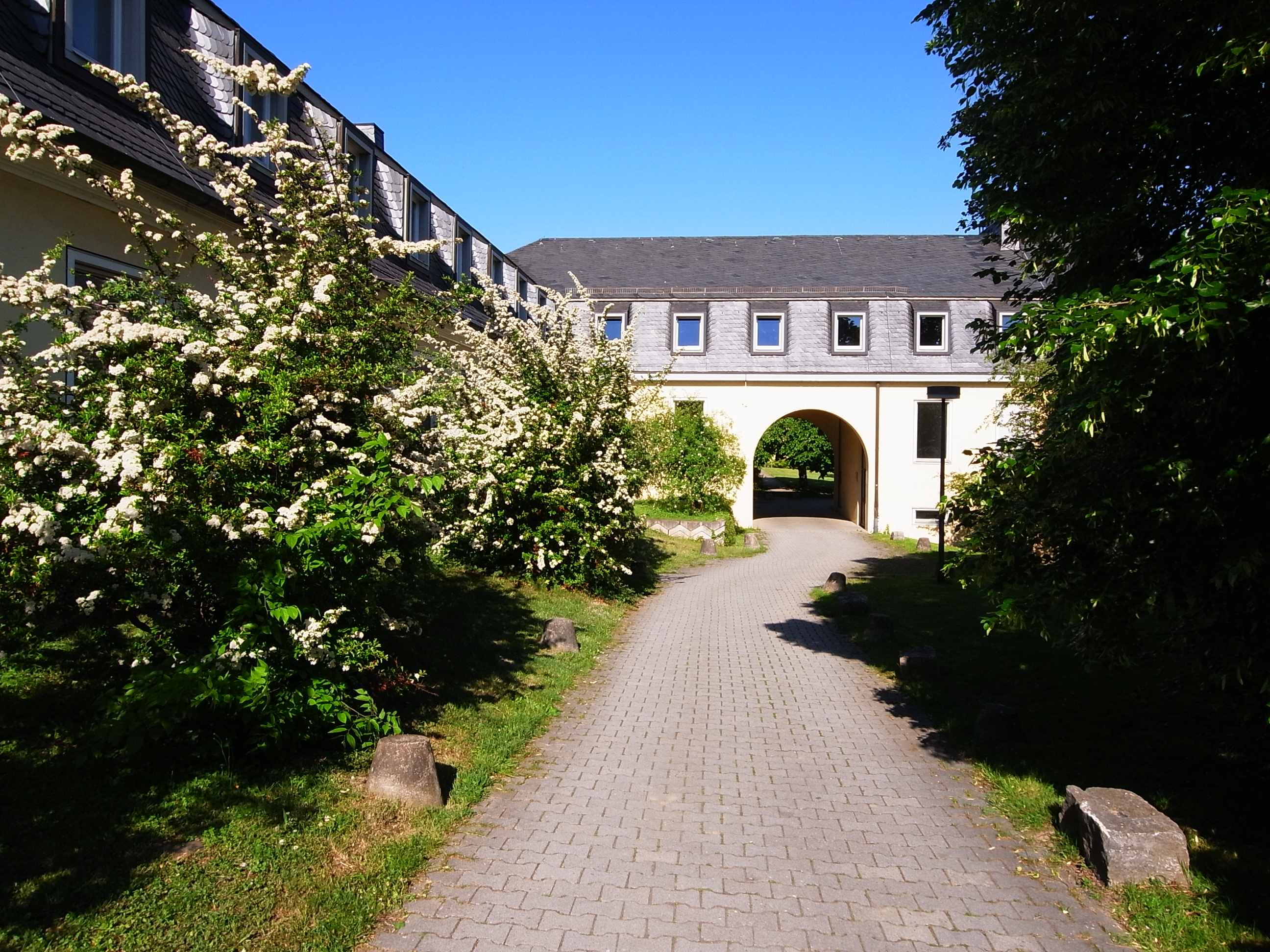
Ausschnittsbereich aus dem Campus der Universität

Die Universität Hohenheim ist eine Campus-Universität im Stuttgarter Stadtbezirk Plieningen. Große Teile der Universität sind im Schloss Hohenheim untergebracht. Ihre fachlichen Schwerpunkte sind Agrar-, Natur-, Kommunikations- und Wirtschaftswissenschaften. Angeschlossen ist die Universitätsbibliothek.
Im Bereich der Agrarwissenschaften ist die Universität weltweit vernetzt; sie ist Gründungsmitglied der Euroleague for Life Sciences und mit China verbunden. In Rankings zu wirtschaftswissenschaftlichen Studiengängen und Kommunikationswissenschaften findet sich die Universität Hohenheim im Spitzenfeld, in Agrarwissenschaften nimmt sie in Deutschland den ersten Platz ein. Dem neuesten Times Higher Education World University Ranking zufolge zählt die Universität Hohenheim zu den weltweit besten 14 % aller gerankten Universitäten. Die wirtschaftswissenschaftliche Fakultät der Universität zählt zu den besten 250 von weltweit 870 wirtschaftswissenschaftlichen Fakultäten. Rektor Stephan Dabbert verstarb während seiner 3. Amtszeit im Oktober 2024. Das Verfahren zur Neuwahl für das Rektorat sieht die Ernennung einer Rektorin oder eines Rektors im 4. Quartal 2025 vor. Am 27. Juni 2025 wurde der Klimaforscher Christoph Schneider zum neuen Rektor der Universität Hohenheim gewählt.

## Geschichte
Der Vorläufer der Universität Hohenheim wurde 1818, die Universität Stuttgart 1829 gegründet; die beiden Universitäten kooperieren in Forschung und Lehre.
Der Meiereihof Hohenheim – Wohnsitz des Herzogs und heute Versuchsbetrieb der Universität – wurde als Musterbetrieb eingerichtet und mit der Stammzucht von Feinwollschafen beauftragt. Die Wolle der Merinoschafe war die feinste und begehrteste ihrer Zeit.
Die Universität Hohenheim geht zurück auf die Landwirtschaftliche Unterrichts-, Versuchs- und Musteranstalt, die durch König Wilhelm I. von Württemberg am 20. November 1818 gegründet wurde, nachdem die katastrophalen Missernten im Jahr ohne Sommer 1816 zu einer Hungersnot im Folgejahr 1817 geführt hatten. Erster Direktor der Anstalt war Johann Nepomuk Hubert von Schwerz. Schon damals war der Schule die aus der Staatsdomäne Hohenheim erwachsene Gutswirtschaft angegliedert. Der Leitung der Anstalt waren auch die Waisenanstalt, die zur Ackerbauschule Hohenheim umbenannt wurde, und seit 1842 die Gartenbauschule unterstellt. Letztere war zunächst Teil der Akademie und wurde 1949 wieder aus der Hochschule ausgegliedert.
1847 wurde die Anstalt durch Erlass von Wilhelm I. zur Landwirtschaftlichen Akademie erhoben. Der Ausbildungsschwerpunkt lag zunächst eindeutig im Agrarsektor; so gab es zunächst Professuren für Land- und Forstwirtschaft, Technologie, Naturwissenschaften, Mathematik und Physik. 1854 und 1875 kamen die Agrikulturchemie sowie die Volkswirtschaftslehre hinzu. Zu Beginn des 20. Jahrhunderts ging man dazu über, die bis dato alleinstehenden Lehrstühle zu Instituten zusammenzufassen.
Mit der Aufbruchstimmung der Deutschen Reichsgründung 1871 kam auch ein neues studentisches Bewusstsein nach Hohenheim. Der Gründung der „Akademischen Gesellschaft Gemüthlichkeit“ folgten weitere 13 Eröffnungen von Studentenverbindungen, in welchen um die Jahrhundertwende nahezu alle der rund 1.000 Hohenheimer Studenten organisiert waren. Das Verbindungsleben endete jedoch weitgehend mit dem Kriegsbeginn 1914. Nicht alle Verbindungen wurden nach Kriegsende 1918 wieder rekonstituiert. In der Zeit des Nationalsozialismus wurden die Verbindungen verboten, die Verbindungshäuser enteignet und in Hohenheim „gleichgeschaltete Kameradschaften“ eingerichtet. Nach dem Krieg konnten die dann erneut rekonstituierten Verbindungen ihre frühere Bedeutung nicht wieder erlangen.
Auf Grund einer Eingabe von Kammerpräsident John C. Funch bei König Wilhelm II. von Württemberg wurde 1904 die Akademie in Landwirtschaftliche Hochschule Hohenheim umbenannt. 1918/19 erhielt die Hochschule das Promotions- und Habilitationsrecht sowie 1922 eine Rektoratsverfassung, die einem Senat als eigentlichem Beschlussorgan der Hochschule einen starken Rektor gegenüberstellte. Mit der Berufung Margarete von Wrangells auf den Lehrstuhl für Pflanzenernährung im Jahr darauf wurde erstmals in Deutschland eine Frau zum ordentlichen Professor ernannt.
Hatte Hohenheim um 1848 nur ca. 100 Studenten, so war die Studentenzahl 1922 auf über 1.000 angewachsen. 1934 wurde der Rektor zum „Führer der Landwirtschaftlichen Hochschule“ ernannt und mit noch mehr Rechten ausgestattet – der Senat hatte lediglich noch eine beratende Funktion. 1946 wurde die Verfassung von 1922 wieder in Kraft gesetzt und Adolf Münzinger erneut zum Rektor gewählt. Die Hochschule hatte die Bombardierungen des Zweiten Weltkriegs verhältnismäßig gut überstanden, so dass nach dem Krieg ein schnelles Wachstum einsetzte.
Ende der 1950er Jahre war die wissenschaftliche Spezialisierung so weit fortgeschritten, dass an einen über die reine Agrarwissenschaft hinausgehenden Ausbau der Hochschule nachgedacht wurde. 1964 wurde die biologische Ausbildung ausgebaut und es wurden zwei Fakultäten (eine für Agrarwissenschaften, eine für Naturwissenschaften) gegründet. In der Folge wurde eine ganze Reihe von naturwissenschaftlichen Lehrstühlen eingerichtet. Im Dezember 1967 wurde die Hochschule umbenannt in Universität Hohenheim (Landwirtschaftliche Hochschule), der Klammerzusatz ist inzwischen entfallen.
1968 wurden die wirtschaftswissenschaftlichen Bereiche aus der agrarwissenschaftlichen Fakultät in eine eigene wirtschaftswissenschaftliche Fakultät ausgegründet. Das baden-württembergische Landeshochschulgesetz von 1968 und das Universitätsgesetz von 1978 reformierten den Verwaltungsapparat der Universität; ihr stand nun ein auf acht Jahre gewählter Präsident vor. Aus den ehemals drei wurden 1978 fünf Fakultäten (je zwei für Natur- und Agrarwissenschaften und eine für Wirtschaftswissenschaften). In der Folge wurde die ehemalige Berufspädagogische Hochschule Esslingen in die Universität eingegliedert.
Mit dem neuen Universitätsgesetz wurde 2000 wieder die Rektoratsverfassung eingeführt. 2002 wurde Hans-Peter Liebig für eine sechsjährige Amtszeit zum Rektor gewählt und 2008 im Amt wieder bestätigt. 2005 war die Universität Mitbegründerin der Hochschulregion Tübingen-Hohenheim. Die fünf Fakultäten wurden zu dreien (Agrar-, Natur- sowie Wirtschafts- und Sozialwissenschaften) zusammengefasst. 2007 studierten in Hohenheim deutlich über 6.000 Studierende (davon über 2.000 im Studiengang Wirtschaftswissenschaften), die Anzahl der Universitätsbediensteten lag bei 1.200 Personen, darunter 120 Professoren.
Am 16. Dezember 2011 wurde der Hohenheimer Agrarökonom Stephan Dabbert zum neuen Rektor der Universität gewählt; er hat sein Amt zum 1. April 2012 angetreten. Am 15. Mai 2017 wurde er wiedergewählt und seine zweite sechsjährige Amtszeit hat am 1. April 2018 begonnen. Am 30. Juni 2023 wurde Dabbert für eine dritte Amtszeit von sechs Jahren bestätigt. Dabbert verstarb Anfang Oktober 2024.
Im Jahr 2018 feierte die Universität Hohenheim ihr 200-jähriges Jubiläum.

## Infrastruktur

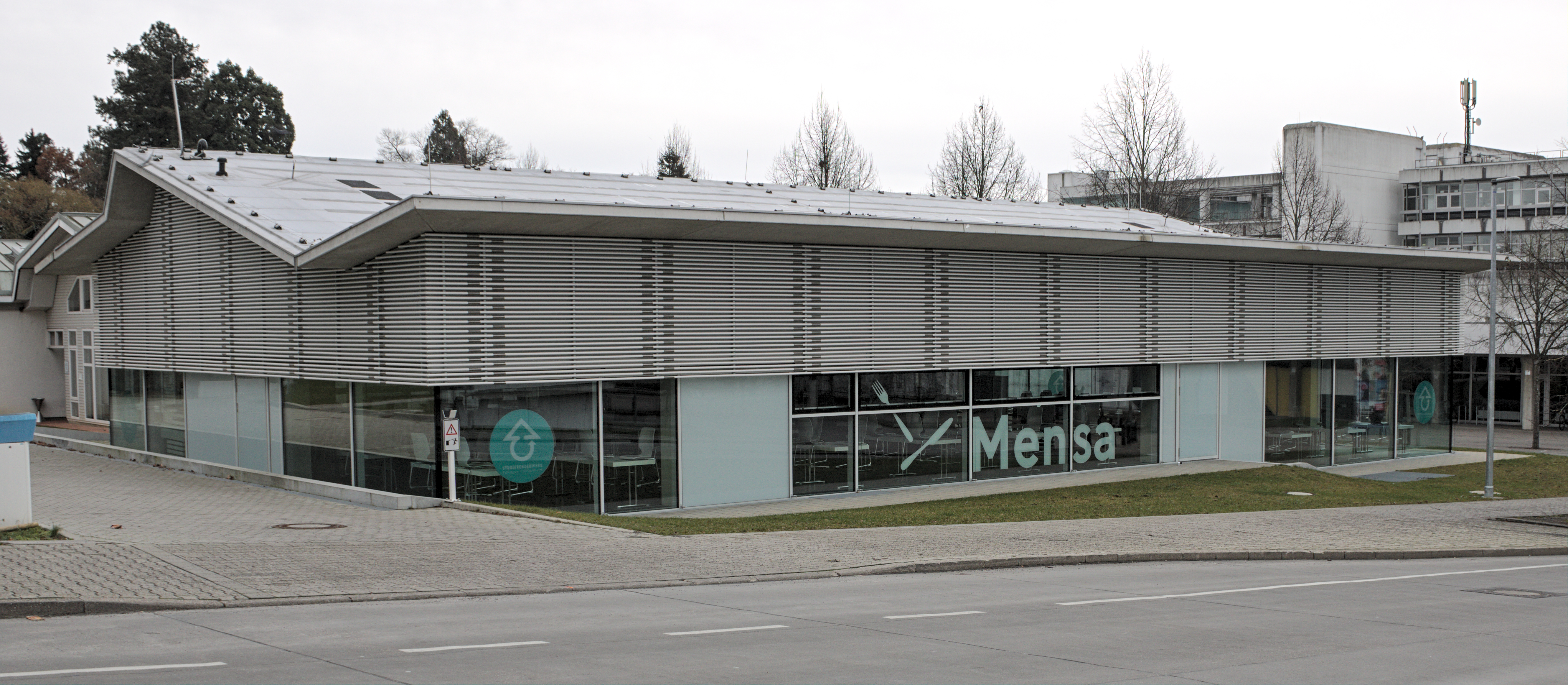
Mensa

Das starke Anwachsen der Studentenzahlen machte eine Unterbringung der gesamten Hochschule im Schloss Hohenheim unmöglich. 1973/76 wurde das Biologiezentrum errichtet, 1985 eine neue Mensa (mit einer Kapazität für 3.100 Essen), 1989 ein Technikum für die Lebensmitteltechnologie, 1991 ein Bau für Pflanzenzüchtung und Landessaatzuchtanstalt (der so genannte Fruhwirthbau), 1987 vier Kavaliershäuser zur Unterbringung geisteswissenschaftlicher Einrichtungen, 1993 das Verfügungsgebäude für Drittmittelforschung und Nachwuchswissenschaftler, 1994 das Euroforum (kulturelle Veranstaltungen und Sprachenzentrum der Universität). 1996 wurde das Ökologiezentrum (naturwissenschaftliche Einrichtungen) in Betrieb genommen. Im Jahr 2009 wurde ein neues Laborzentrum in der Garbenstraße eröffnet.
Im Jahr 2016 wurde der größte Hörsaal der Universität, das Otto Rettenmaier Audimax, eingeweiht. Der Hörsaal bietet Platz für bis zu 660 Studenten.
Auf dem Universitätscampus befindet sich sowohl die Zentral- als auch die Bereichsbibliothek. Letztere ist im Schloss Hohenheim untergebracht.
Im Schloss Hohenheim befindet sich außerdem das von einer Stiftung getragene Wirtschaftsarchiv Baden-Württemberg.

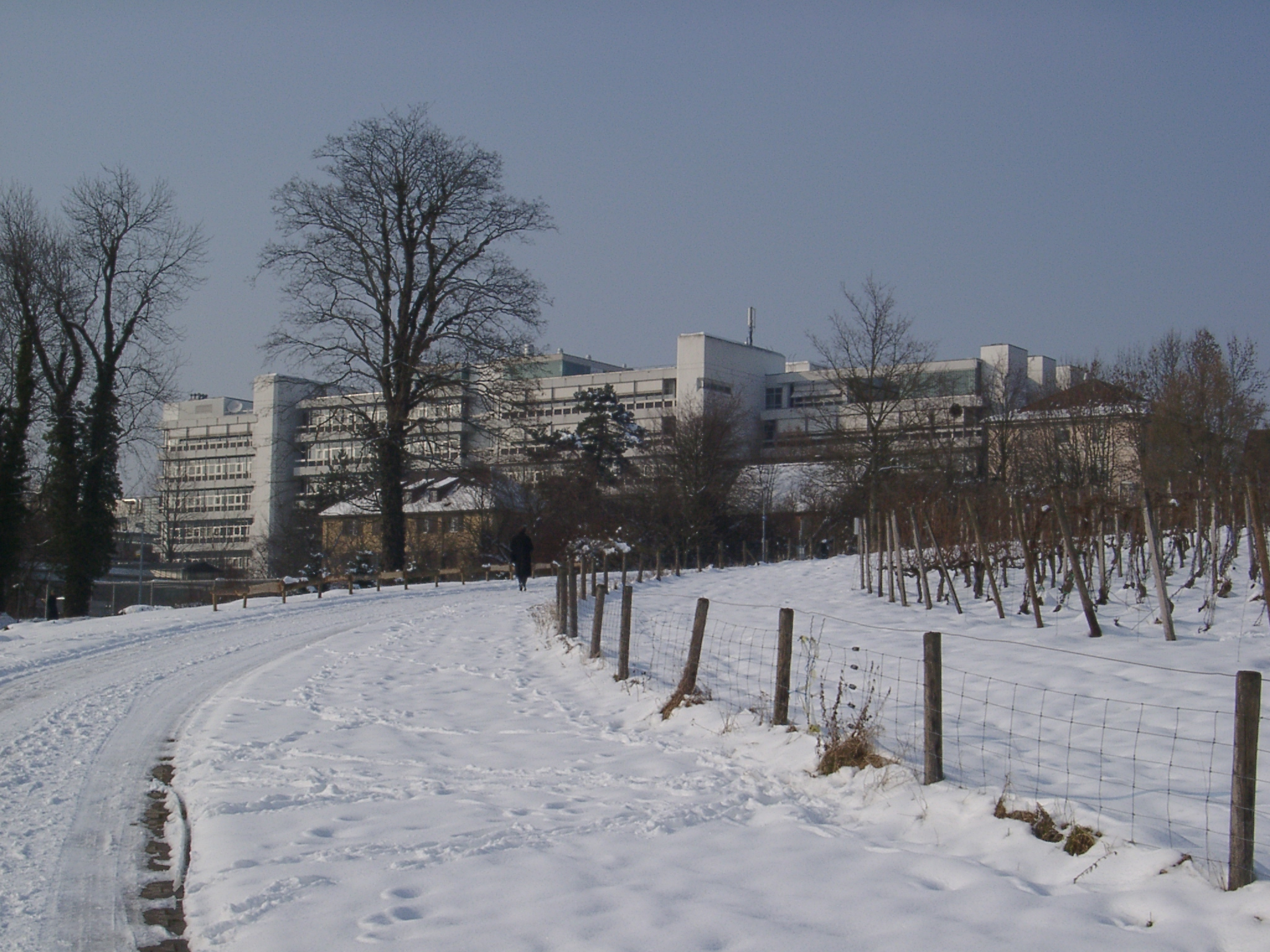
Blick auf das Biologiezentrum

## Institute und Einrichtungen

### Fakultät Naturwissenschaften
(Quelle: Universität Hohenheim)
- Institut für Angewandte Mathematik und Statistik
- Institut für Physik und Meteorologie
- Institut für Chemie
- Institut für Lebensmittelwissenschaft und Biotechnologie
- Institut für Biologie
- Institut für Ernährungswissenschaften
- Institut für Ernährungsmedizin
- Institut für Lebensmittelchemie
- Kompetenzzentrum Biodiversität und integrative Taxonomie (KomBioTa)
- Metabolic Unit
- Technikum

### Fakultät Agrarwissenschaften
- Institut für Agrarpolitik und Landwirtschaftliche Marktlehre
- Institut für Agrartechnik
- Institut für Bodenkunde und Standortslehre
- Institut für Kulturpflanzenwissenschaften
- Institut für Landschafts- und Pflanzenökologie
- Institut für Landwirtschaftliche Betriebslehre
- Institut für Nutztierwissenschaften
- Institut für Pflanzenzüchtung, Saatgutforschung und Populationsgenetik
- Institut für Phytomedizin
- Institut für Sozialwissenschaften des Agrarbereiches
- Institut für Tropische Agrarwissenschaften (Hans-Ruthenberg-Institut)
- Koordination für Ökologischen Landbau und Verbraucherschutz
- Versuchsstation für Agrarwissenschaften

### Fakultät Wirtschafts- und Sozialwissenschaften
Die Fakultät Wirtschafts- und Sozialwissenschaften ist AACSB akkreditiert.
- Institut für Financial Management
- Institut für Health Care & Public Management
- Institut für Marketing & Management
- Institut für Interorganisational Management & Performance
- Institut für Volkswirtschaftslehre
- Institut für Rechtswissenschaften
- Institut für Bildung, Arbeit und Gesellschaft
- Institut für Kommunikationswissenschaft

### Forschungszentren
- Food Security Center
- Forschungszentrum für Bioökonomie
- Forschungszentrum für Gesundheitswissenschaften
- Forschungszentrum für Globale Ernährungssicherung und Ökosystemforschung

### Forschungsstellen
- Forschungsstelle für Agrar- und Umweltrecht
- Forschungsstelle für Export- und Technologiemanagement
- Forschungsstelle für Genossenschaftswesen
- Forschungsstelle für Medienwirtschaft und Kommunikationsforschung
- Forschungsstelle für Weinrecht
- Forschungsstelle Glücksspiel
- Forschungsstelle Internationales Management und Innovation
- Interdisziplinäre Forschungsstelle für Wettbewerbspolitik und Wirtschaftsrecht

## Studiengänge
Zu den größten zulassungsbeschränkten Studiengängen – bezogen auf die Studienplätze pro Jahr – gehören die Bachelorstudiengänge Wirtschaftswissenschaften (819), Wirtschaftspädagogik (128), Lebensmittelwissenschaft und Biotechnologie (125) und Biologie (100) sowie der Masterstudiengang Management (250).

### Bachelorstudiengänge
- Agrarbiologie (B.Sc.)
- Agrarwissenschaften (B.Sc.)
- Biologie (B.Sc.)
- Biologie Lehramt an Gymnasien (B.A.)
- Digitales Business Management (B.Sc.)
- Ernährungswissenschaft (B.Sc.)
- Kommunikationswissenschaft (B.A.)
- Lebensmittelwissenschaft und Biotechnologie (B.Sc.)
- Nachwachsende Rohstoffe und Bioenergie (B.Sc.)
- Sustainability and Change (B.Sc.)
- Wirtschaftsinformatik (B.Sc.) in Kooperation mit der Universität Stuttgart
- Wirtschaftspädagogik (B.Sc.)
- Wirtschaftswissenschaften (B.Sc.)

### Masterstudiengänge
- Agrarwissenschaften (M.Sc. in fünf Fachrichtungen)
  - Agrartechnik
  - Bodenwissenschaften
  - Pflanzenproduktionssysteme
  - Tierwissenschaften
  - Wirtschafts- und Sozialwissenschaften des Landbaus
- Agribusiness (M.Sc.)
- Agricultural Economics (M.Sc.)
- Agricultural Sciences in the Tropics and Subtropics (M.Sc.)
- Bioeconomy (M.Sc.)
- Biologie (M.Sc.)
- Biologie Lehramt an Gymnasien (M.Ed.)
- Crop Sciences (M.Sc.)
- Economics (M.Sc.)
- Environmental Protection and Agricultural Food Production (M.Sc.)
- Environmental Science – Soil, Water and Biodiversity (M.Sc.)
- Earth and Climate System Science (M.Sc.)
- Ernährungsmedizin (M.Sc.)
- Finance (M.Sc.)
- Food Biotechnology (M.Sc.)
- Food Science and Engineering (M.Sc.)
- Food Systems (M.Sc.)
- International Business and Economics (M.Sc.)
- Kommunikationsmanagement (M.A.)
- Kommunikationswissenschaft und Medienforschung (M.A.)
- Kommunikationsmanagement und -analyse (M.A.)
- Landscape Ecology (M.Sc.)
- Lebensmittelchemie (M.Sc.)
- Management (M.Sc. in fünf Schwerpunktbereichen)
  - Finance
  - Accounting, Controlling & Taxation
  - Health Care & Public Management
  - Information Systems, Operations & Supply Chain Management
  - Marketing & Management
- Molekulare Ernährungswissenschaft (M.Sc.)
- Nachwachsende Rohstoffe und Bioenergie (M.Sc.)
- Organic Agriculture and Food Systems (M.Sc.)
- Wirtschaftsinformatik (M.Sc.)
- Wirtschaftswissenschaftliches Lehramt (M.Sc.)

### Promotionsstudiengänge
- Doktor der Naturwissenschaften (Dr. rer. nat.)
- Doktor der Agrarwissenschaften (Dr. sc. agr.)
- Doktor der Wirtschaftswissenschaften (Dr. oec.)
- Doktor der Sozialwissenschaften (Dr. rer. soc.)

## Bekannte Hohenheimer
Eine Zusammenstellung bekannter Hohenheimer findet sich in der nachfolgenden Liste: Liste bekannter Persönlichkeiten der Universität Hohenheim

## Direktoren, Rektoren und Präsidenten
Hohenheims Direktoren, Rektoren und Präsidenten.
Direktoren des Landwirtschaftlichen Instituts Hohenheim:
- Johann Nepomuk Hubert Schwerz (Professor für Landwirtschaft), 1818–1828
- Ludwig Freiherr von Ellrichshausen, 1828–1832
- Heinrich Volz (Professor für Landwirtschaft), 1832–1837
- August von Weckherlin (Professor für Landwirtschaft), 1837–1845

Direktoren der Landwirtschaftlichen Akademie Hohenheim:
- Heinrich Wilhelm Pabst (Professor für Landwirtschaft), 1845–1850
- Gustav Walz (Professor für Landwirtschaft), 1851–1865
- Hermann Werner (Professor für Landwirtschaft), 1865–1872
- Ludwig von Rau (Professor für Landwirtschaft), 1872–1882
- Emil von Wolff (Professor für Chemie und Agrikulturchemie), 1882–1884
- Otto von Vossler (Professor für Landwirtschaft), 1884–1897

Direktoren der Landwirtschaftlichen Hochschule Hohenheim:
- Ernst Valentin Strebel (Professor für Landwirtschaft), 1897–1912
- Oskar Kirchner (Professor für Botanik), 1912–1917
- Hermann Warmbold (Professor für Wirtschaftslehre des Landbaues), 1917–1919
- Friedrich Aereboe (Professor für Landwirtsch. Betriebslehre), 1919–1922

Rektoren der Landwirtschaftlichen Hochschule Hohenheim:
- Johann Wacker (Professor für Acker- und Pflanzenbau), 1922–1924 und 1930–1931
- Hugo Sohnle (Professor für Tierheilkunde), 1924–1925
- Heinrich Schröder (Professor für Botanik), 1925–1926 und 1931–1932
- Adolf Münzinger (Professor für Landwirtsch. Betriebslehre), 1926–1927 und 1945–1947
- Felix Plieninger (Professor für Geologie und Mineralogie), 1927–1928
- Percy Brigl (Professor für Chemie und Agrikulturchemie), 1928–1930 und 1933–1934
- Adolf Richard Walther (Professor für Tierzuchtlehre), 1932–1933
- Alfred Beck (Professor für Tierheilkunde), 1934–1935
- Peter Carstens (Professor für Tierzuchtlehre), 1935–1938
- Erhard Jung (Professor für Geologie und Bodenlehre), 1938–1941
- Walter Zimmermann (Professor für Landwirtsch. Technologie), 1941–1945
- Emil Lowig (Professor für Acker- und Pflanzenbau), 1945
- Max Rüdiger (Professor für Landwirtsch. Technologie), 1947–1949
- Jonas Schmidt (Professor für Tierzuchtlehre), 1949–1951
- Walther Fischer-Schlemm (Professor für Landwirtsch. Maschinenwesen), 1951–1952
- Kurt Maiwald (Professor für Pflanzenernährungslehre), 1952–1954
- Bernhard Rademacher (Professor für Pflanzenschutz), 1954–1956
- Georg Schwarz (Professor für Landwirtsch. Technologie), 1956–1958
- Walther Brouwer (Professor für Acker- und Pflanzenbau), 1958–1960
- Otto Pflugfelder (Professor für Zoologie), 1960–1962
- Georg Baur (Professor für Landwirtsch. Betriebslehre), 1962–1963
- Günther Franz (Professor für Geschichte und Agrargeschichte), 1963–1965
- Walter Rentschler (Professor für Physik und Meteorologie), 1965–1967

Rektoren der Universität Hohenheim:
- Helmut Röhm (Professor für Agrarpolitik und Sozialökonomik des Landbaues), 1967–1969
- Günther Siebert (Professor für Ernährungsphysiologie), 1969–1970

Präsidenten der Universität Hohenheim:
- George Turner (Professor für Rechtswissenschaft), 1970–1986
- Erwin Reisch (Professor für Angewandte Landwirtschaftliche Betriebslehre), 1986–1990
- Wolfgang Haubold (Professor für Anorganische und Analytische Chemie), 1990–1994
- Klaus Macharzina (Professor für Betriebswirtschaftslehre), 1994–2002

Rektoren der Universität Hohenheim:
- Hans-Peter Liebig (Professor für Gemüsebau), 2002–2012
- Stephan Dabbert (Professor für Produktionstheorie und Ressourcenökonomik im Agrarbereich), 2012–2024

## Besonderheiten
Die Universität verfügt über einen eigenen Friedhof; dieser wurde 1853 genehmigt. Für die Verwaltung und Pflege des Friedhofs ist seitdem die Universität zuständig. 1887 wurde der Friedhof das erste Mal und 1945, für die im Hohenheimer Reservelazarett verstorbenen Soldaten, ein zweites Mal erweitert.
Hier wurden frühere Professoren und verdiente Hohenheimer begraben. Der Friedhof besteht heute aus etwa 100 Begräbnisstätten und einem Urnenfeld aus 15 Liegesteinen. Heute wird er nur noch selten für Beerdigungen genutzt.